# アメリカ・ファッション・デザイナー協議会
アメリカ・ファッション・デザイナー協議会（Council of Fashion Designers of America, CFDA）は、1962年にエレノア・ランバートによって設立されたアメリカのファッション業界団体である。
CFDAファッションアワードの開催、ニューヨーク・コレクションの主催などを行っている。アメリカファッション協議会とも表記される。
2019年6月に会長がダイアン・フォン・ファステンバーグからトム・フォードに変わった。

## CFDAファッションアワード
- 1981年に創設[6]。
- ファッション業界のアカデミー賞とも言われる[7]。
- 日本人としては、1999年に山本耀司が[8]、2012年に川久保玲がCFDAアワードのインターナショナル賞（国際賞）を受賞した[5]。
- 2021年のファッション・アイコンにゼンデイヤを選出した。過去にはナオミ・キャンベル、ビヨンセ、レディー・ガガなど[9]。